# Cerro de las Mesas

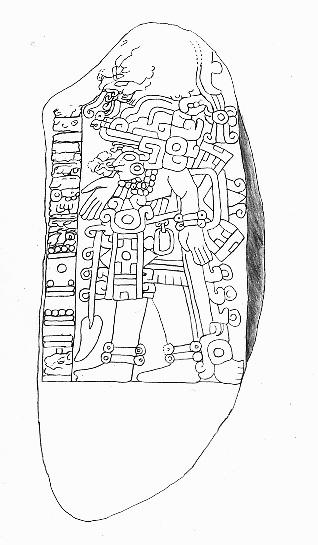
La Stela 6 da Cerro de las Mesas

Cerro de las Mesas (in spagnolo "collina degli altari") è un sito archeologico dello stato messicano di Veracruz, nell'area Mixtequilla del bacino del fiume Papaloapan. Fu un centro culturale importante dal 500 a.C. al 900, e una capitale della regione dal 300 al 600.
Situato a 50 km a sud della città di Veracruz, Cerro de las Mesas si trova sul limite occidentale della regione originalmente dominata dagli Olmechi. Con il crescere della potenza della città dopo il declino della cultura olmeca, Cerro de las Mesas, assieme a siti simili come La Mojarra e Tres Zapotes, vengono considerati dai ricercatori come centri della cultura degli Epi-Olmechi, civiltà figlia degli Olmechi e madre della cultura classica di Veracruz sviluppatasi nel terzo secolo.
Il sito mostra una laguna, prodotta dall'uomo, e centinaia di monticelli artificiali possibilmente costruiti durante il periodo Epi-Olmeco, dal 400 a.C. al 300. In quel periodo si nota una crescente influenza da parte di Teotihuacan sulla cultura del sito.
Durante il periodo classico 800 oggetti di giada vennero sepolti alla base del grande monticello del gruppo centrale.
Cerro de las Mesas ospita diverse stele; alcune di esse mostrano dei ritratti. Quattro di queste—le 5, 6, 8, e 15—sono state scritte in Epi-Olmeco o Isthmiano..